# Emilie Hendriksenová
Emilie Birgitte Henriksenová (nepřechýleně Emilie Hendriksen; 23. srpna 1877 Vadsø – 5. ledna 1954 tamtéž) byla norská fotografka, která působila ve městě Vadsø v severním Norsku v období 1905 až 1911. Používala slepotisk na přední stranu kartonu na takzvané kabinetky.